# Czołpino
Czołpino is een dorp in de Poolse woiwodschap Pommeren. De plaats maakt deel uit van de gemeente Smołdzino en solectwo Smołdziński Las.

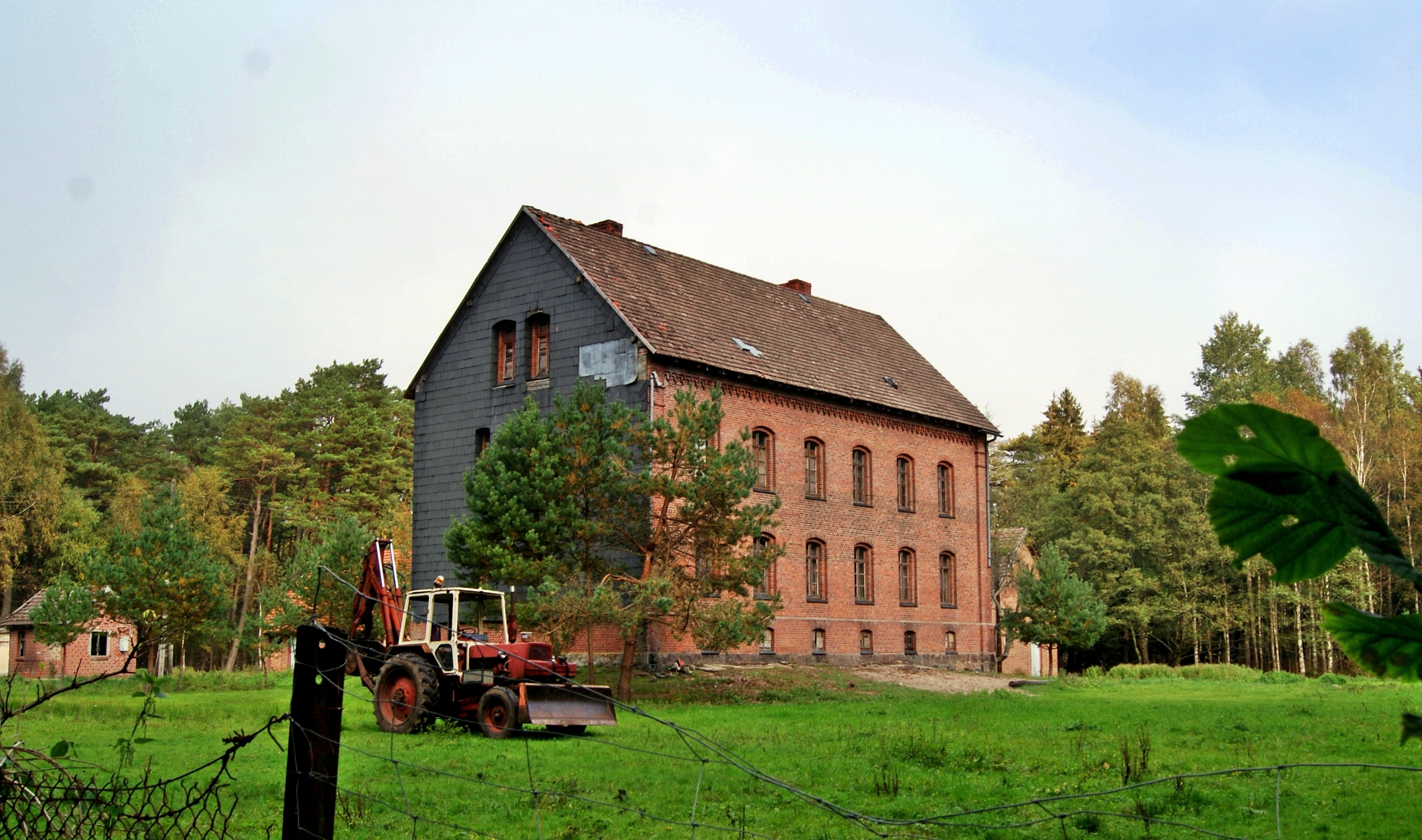
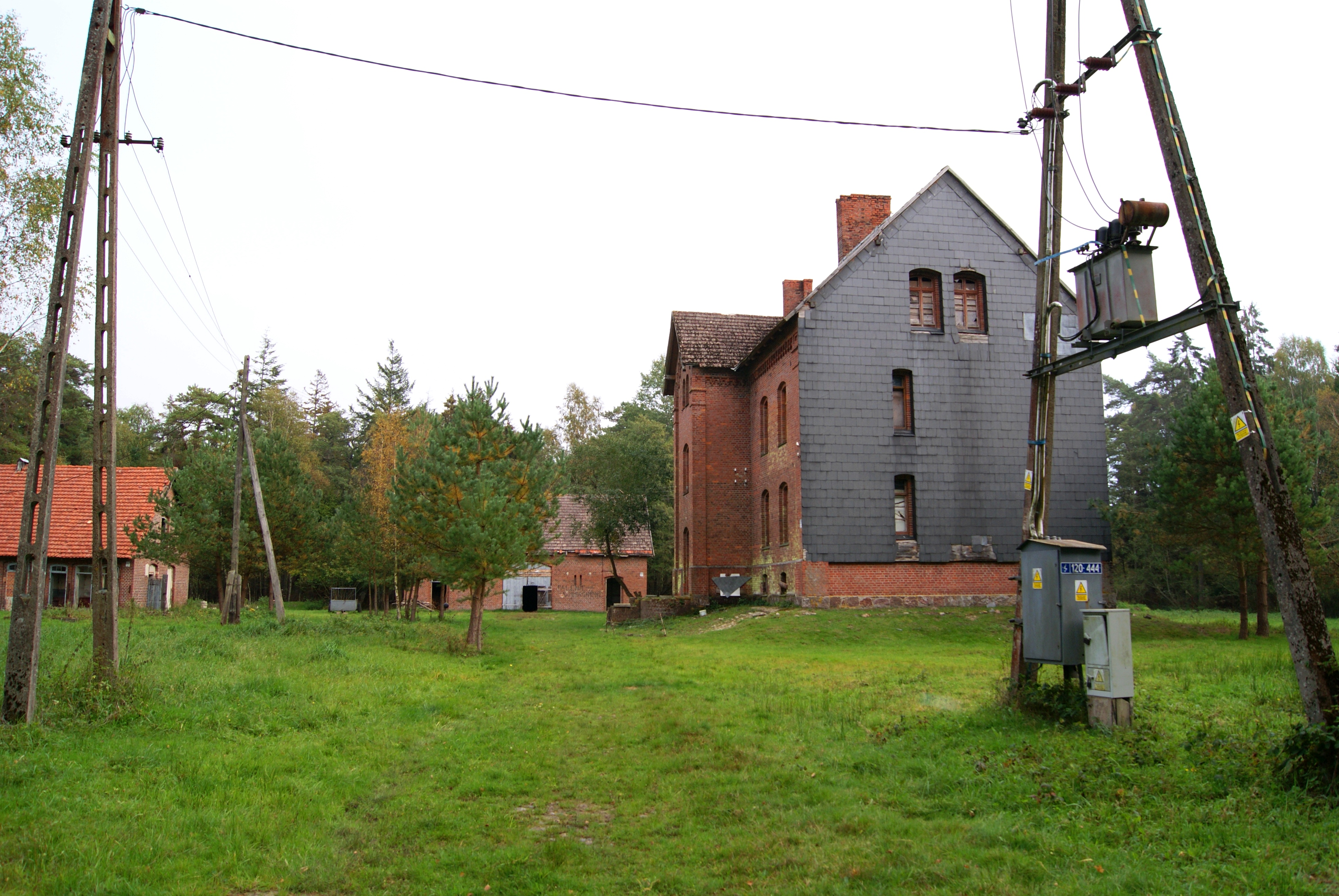
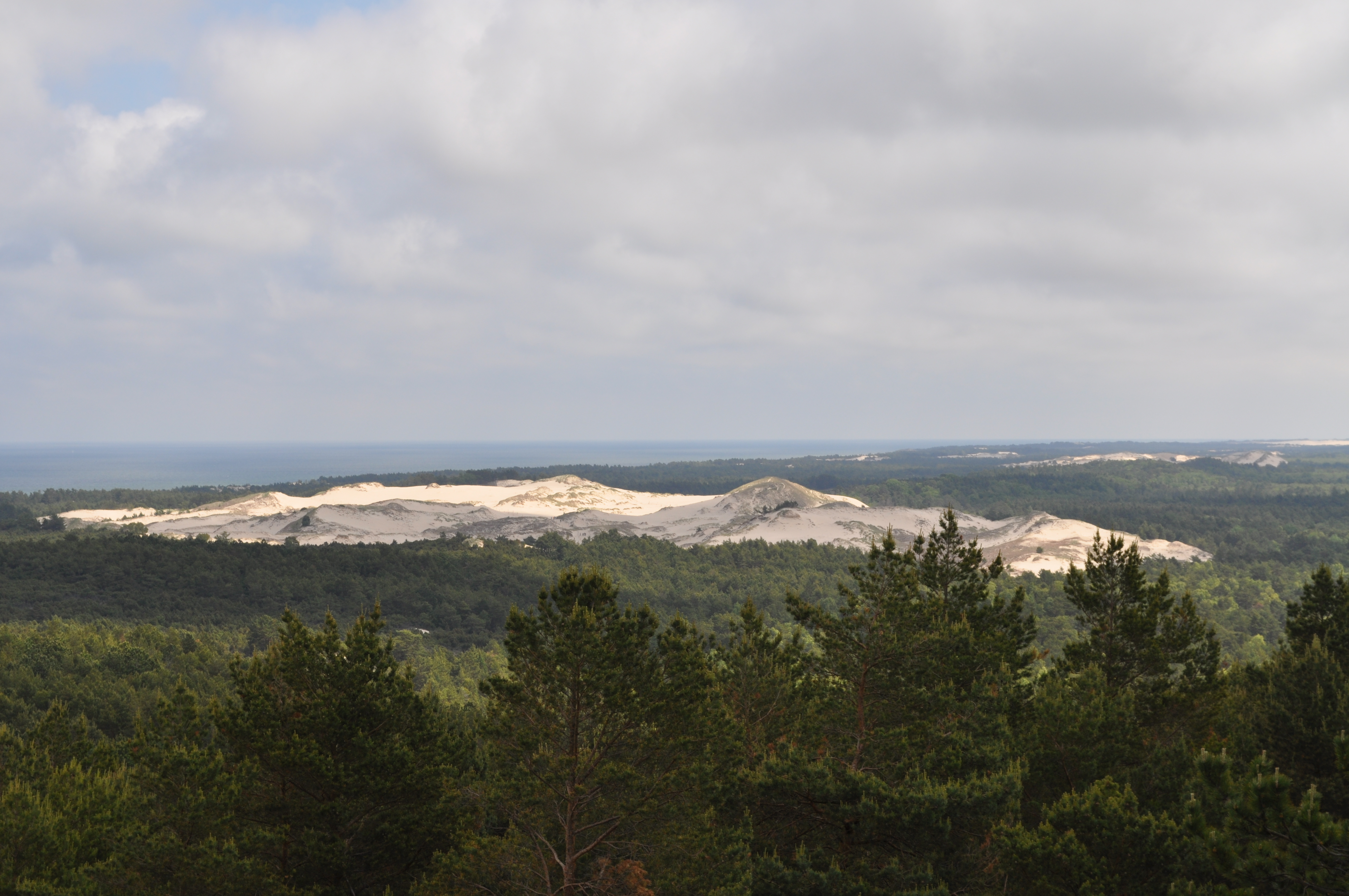